# Alexandra Sontheimer
Alexandra Sontheimer (ur. 15 czerwca 1987 we Fryburgu) – niemiecka kolarka torowa, brązowa medalistka mistrzostw świata.

## Kariera
Pierwszy sukces w karierze Alexandra Sontheimer osiągnęła w 2007 roku, kiedy zdobyła brązowy medal mistrzostw kraju w indywidualnym wyścigu na dochodzenie. W lutym 2008 roku wraz z koleżankami zwyciężyła w zawodach Pucharu Świata w Kopenhadze. Jeszcze w tym samym roku osiągnęła swój największy sukces - podczas mistrzostw świata w Manchesterze wspólnie z Vereną Joos i Charlotte Becker zdobyła brązowy medal w drużynowym wyścigu na dochodzenie.